# 横濱勉

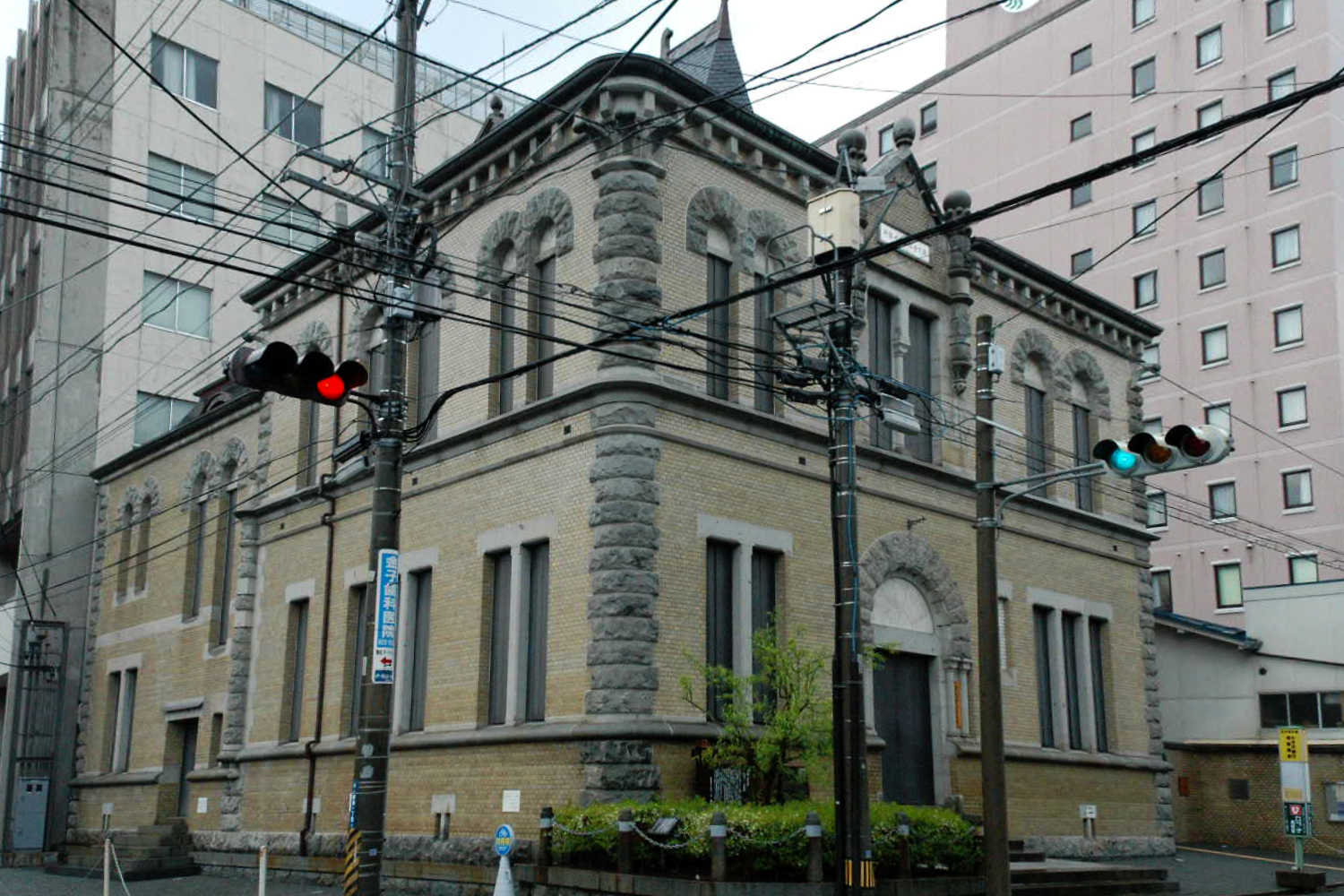
旧第九十国立銀行本店本館
（現・もりおか啄木・賢治青春館）

横濱 勉（よこはま つとむ、1880年10月15日 - 1960年12月23日）は、日本の建築家。旧第九十銀行本店（国の重要文化財）などの設計で知られる。盛岡市出身。

## 経歴
- 1880年（明治13年）岩手県盛岡市に生まれる
- 1903年（明治36年）第二高等学校 (旧制)を卒業する
- 1906年（明治39年）東京帝国大学工科大学建築学科を卒業する（同期に岡田信一郎、松井貴太郎、本野精吾など）
- 1908年（明治41年）司法省技師となる
- 1918年（大正7年）建築材料調達のため渡米する
- 1922年（大正11年）司法省を休職、住宅改造博覧会の運営に関わる、横濱松下建築事務所を設立
- 1923年（大正12年）司法省を辞職[2]、横濱建築事務所を設立
- 1930年（昭和5年）日本エレベーター製造に入る
- 1933年（昭和8年）大阪橋本組に入る
- 1936年（昭和11年）鹿島組に入り、大阪営業所顧問となる
- 1940年（昭和15年）鹿島組台湾営業所長となる
- 1945年（昭和20年）鹿島組本社に戻る
- 1960年（昭和35年）逝去（享年81）

## 主な作品
- 旧第九十国立銀行本店本館（1910年、盛岡市、国の重要文化財）- 外観はロマネスク・リヴァイヴァル様式、内部にゼツェッシオンの意匠を採用している[3]。
- 豊多摩監獄（1915年、後藤慶二と共同、東京都、現存しない）
- 大阪控訴院・地方・区裁判所（1916年、山下啓次郎と共同[4]、大阪市、現存しない）
- 日本海上保険（1922年、大阪市、現存しない）

## 論述
- 英国に於ける田園都市と其戦後（建築雑誌395-396号、1919.11-12）- イギリスの田園都市レッチワースについての報告

## その他
- 住宅改造博覧会（箕面）の大林組出品住宅を気に入り、購入して自宅とした。住宅は2004年に取壊し。